# Зубач Іван Олексійович
Іва́н Олексі́йович Зу́бач (2 лютого 1945, Франція — 23 липня 2014, Винники, біля Львова) — український радянський футболіст, півзахисник або нападник.

## З життєпису
Народився у Франції в родині українських емігрантів. 10 вересня 1947 року понад двісті емігрантів повернулося до Львова, серед яких були й Зубачі. Вчився грі у футбол у львівських школах «Прогрес» і СКА. Своїм першими тренером вважав Бориса Вульфовича Гріншпуна. Здебільшого виступав на позиції півзахисника або нападника. Відзначався розумною естетично грою, міг грати першу скрипку, однак через брак твердого характеру футболіст не до кінця розкрив свій потенціал.
Виступав за ЛВВПУ (Львів), «Карпати» (Львів), «Металург» (Запоріжжя), СКА (Львів), «Шахтар» (Червоноград), «Буковину» (Чернівці), команду м. Луцьк, «Авангард» (Стрий), «Автомобіліст» (Львів) і «Цукровик» (Ходорів).
Помер 23 липня 2014 року у Винниках (біля Львова) після тривалої хвороби.